# Simeon Nyachae
Simeon Nyachae est une personnalité politique kényane,  né le 6 février 1932 dans le comté de Kisii et mort le 1er février 2021.

## Biographie
Après avoir pris sa retraite de la fonction publique, en 1992, Simeon Nyachae est élu membre du parlement de sa ville natale de Kisii et est réélu en 1997.
Simeon Nyachae est ministre des Finances en 1998.